# Сукња
Сукња је одевни предмет, тј. доњи део одеће. Конусног су облика, носе се око струка и покривају део ногу или целе ноге. Сукње се користе највероватније још од праисторије, када се одећа није разликовала код мушкараца или жена. Сукње данас углавном носе жене, уз неке познате изузетке као што су шкотски (тј. ирски) килт. Дужина сукње се мењала кроз историју. Ношење краћих сукњи у првој половини XX века повезивано је са покретима давања већих права женама. 1960-их и 1970-их година популарне су биле мини-сукње које су откривале доњи веш, што се сматра табуом.

## Историја
Сукње су се носиле још од праисторије као најједноставнији начин за покривање доњег дела тела. На фигурицама винчанске културе (око 5700–4500. п. н. е.) које се налазе на територији данашње Србије и околног Балкана од почетка бакарног доба приказане су жене у одежди налик на сукњу.
У Јерменији у пећини Арени-1 откривена је сукња од сламе која датира из 3900. године пре нове ере. Сукње су биле стандардна одећа за мушкарце и жене у свим древним културама на Блиском истоку и у Египту. Сумери у Месопотамији су носили каунаке (стгрч. καυνάκης, ултиматно од сумер. 𒌆𒄖𒅘𒆪 TÚGGU-NAK-KU), тип крзнене сукње везане за појас. Термин се првобитно односио на овчије руно, али је на крају почео да се примењује и на саму одећу. На крају, животињска кожа је замењена „каунак тканином”, текстилом који је имитирао вунену овчију кожу. Платно каунака је такође служило као симбол у религиозној иконографији, као на пример у рунастим огртачу Јована Крститеља.
Древни египатски одевни предмети били су углавном од платна. За више слојеве, оне су биле лепе и замршено набране. Око 2130. године пре нове ере, током Старог краљевства Египта, мушкарци су носили сукње (килтове) познате као шендит. Прављене су од правоугаоног комада платна омотаног око доњег дела тела и везаног испред. До Средњег египатског краљевства, постале су модерне дуже сукње, које сежу од струка до глежњева и понекад висе од пазуха. Током Новог краљевства Египта, килтови са плисираним троугластим пресеком постали су модерни за мушкарце. Испод њих се носио шенте, или троугласти натколеница чији су крајеви били причвршћени везицама.
Током бронзаног доба, у јужним деловима западне и централне Европе, преферирана је одећа у облику хаљина са омотачем. Међутим, у северној Европи људи су носили и сукње и блузе.
У средњем веку, мушкарци и жене преферирали су одећу налик на хаљине. Доњи део мушких хаљина био је знатно краћи у односу на женске. Били су широко изрезани и често наборани или избочени тако да је јахање било удобније. Чак је и витешки оклоп имао кратку металну сукњу испод прсног оклопа. То је покривало каишеве који су причвршћивали гвоздени оклоп натколеница за напрсник. Технолошки напредак у ткању током 13–15 века, као што су подни разбоји и маказе са закренутим сечивима и ручкама, побољшали су кројење панталона и хулахопки. Постале су модерне за мушкарце и од тада су постале стандардна мушка одећа док су за жене постале табу.
Једна од најранијих познатих култура у којима су жене носиле одећу која личи на мини сукње била је Дуан Кун Мјао (кин: 短裙苗), што дословно значи „кратка сукња Мјао”. Ово се односило на кратке мини сукње „које једва покривају задњицу“ које су носиле жене из племена, и које су вероватно биле шокантне за посматраче у предмодерном и раном модерном времену.
- Сумерски човек који носи каунаке, око 3000. п. н. е.
- Статуа Рамата, званичника из Гизе који носи наборани египатски килт, око 2250. п. н. е..
- Цртеж девојачке сукње од вуненог предива пронађен у гробници из бронзаног доба у Борум Ешоју, Данска
- Винчанска фигурина са приказом сукње

### 19. век
Током 19. века, крој женских хаљина у западној култури варирао је више него у било ком другом веку. Линије струка су почињале одмах испод попрсја (силуета империје) и постепено се спуштале до природног струка. Сукње су почеле прилично као уске и драматично су се повећале до хуп сукње и кринолина из 1860-их; онда је пуноћа застрта и повучена на леђа уз помоћ баслова. Деведесетих година 18. века уведена је кишна сукња за шетњу или спортска одећа. Она је имала је знатно краћу линију руба од била је чак шест инча од земље и на крају ће утицати на шире увођење краћих рубова почетком 20. века.
У 19. веку у Сједињеним Државама и Уједињеном Краљевству постојао је покрет против сукњи као део Викторијанског покрета за реформу одевања, а у Сједињеним Државама Национално удружење за реформу одеће. Постојали су и различити начини ношења сукњи. На пример, 1851. године, рана заговорница женских права Елизабет Смит Милер, упознала је Амелију Блумер са одећом која је првобитно била позната као „турска хаљина“, која је имала сукњу до колена преко панталона у турском стилу. Блумер је почела да заговара и промовише ту хаљину, укључујући упутства за њену израду, у The Lily, новинама посвећеним „Еманципацији жене од неумерености, неправде, предрасуда и нетрпељивости“. Ово је инспирисало помаму за хаљином, која је постала позната као блумерс. Елизабет Кејди Стентон, Сузан Б. Ентони и Луси Стоун, други рани заговорници женских права, такође су усвојиле овај стил облачења 1850-их, називајући га „хаљином слободе“. У исто време, неке раднице, посебно жене које раде на коповима угља у области Виган, почеле су да носе панталоне испод кратке сукње као практичну компоненту своје униформе.

## Међународне норме у вези са сукњама
Од 2004. Међународна клизачка унија дозвољава женама да носе панталоне уместо сукње на такмичењу ако желе.

## Закон о сукњама
Осамдесетих година 20. века у Порторику, Ани Ирми Ривери Ласен није било дозвољено да уђе на суд у панталонама и речено јој је да носи сукњу. Тужила је судију и добила спор.
Године 2022, Апелациони суд Сједињених Држава за четврти округ пресудио је против школе Чартер Деј школе у Северној Каролини, која је захтевала од девојчица да носе сукње због идеје да су девојчице „крхке биђа“ која заслужују „нежнији“ третман од дечака. Суд је одлучио да је захтев неуставан.

## Школска политика у вези са сукњама
Сукња је део униформе за девојчице у многим школама широм света, а дужина варира у зависности од локалне културе. Плисирана тартан сукња је почела као компонента школске униформе за девојчице почетком двадесетог века у Уједињеном Краљевству. Већина школа у Великој Британији сада дозвољава девојчицама да носе панталоне, али многе девојчице и даље носе сукње у основним и средњим школама, чак и тамо где је дат избор панталона. У касном 20. и раном 21. веку, многе школе су почеле да мењају своја правила униформе како би дозволиле панталоне за девојчице усред противљења политици само сукње – најпознатија је вероватно била Јо Хејл против Викам Компрехенсива 2000. године. Иако је општеприхваћено да девојчице могу да носе панталоне у школи, није познат судски преседан, што чини правни положај неизвесним да се сукње захтевају као део униформе за девојчице. Ово правило се још увек примењује у многим школама, посебно у независним и селективним државним школама. Заправо, владине смернице Уједињеног Краљевства изричито наводе да одлуке да се девојчицама дозволи да носе панталоне доносе појединачне школе.

## Мушка одећа
Постоји велики број одевних предмета који се продају мушкарцима који спадају у категорију „сукње“ или „хаљине“. Они носе различита имена и чине део традиционалне одеће за мушкарце из различитих култура. Употреба варира - доти је део свакодневне одеће на Индијском потконтиненту, док је килт обично ограничен на повремено ношење, а фустанела се користи скоро искључиво као костим. Хаљине, које су врста одеће за мушкарце, постојале су у многим културама, укључујући јапански кимоно, кинески чеонгсам, арапски тоб и афрички сенегалски кафтан. Одежде се такође користе у неким верским редовима, као што је мантија у хришћанству и разне одоре и огртачи који се могу користити у паганским ритуалима. Примери мушких сукњи и одевних предмета сличних сукњама из различитих култура укључују:
- Го је хаљина до колена коју носе мушкарци у Бутану. Од њих се захтева да је носе сваки дан као део националне одеће у владиним канцеларијама, у школама и у свечаним приликама.[26]
- Килт је сукња галске и келтске историје, посебно део шкотске националне одеће, и носи се формално и у мањој мери неформално. Ирски и велшки килтови такође постоје, али нису толико део националног идентитета.

Осим ношења килтова, у западном свету сукње, хаљине и слична одећа се углавном посматрају искључиво као женска одећа, што историјски гледано није увек био случај. Међутим, неки западни мушкарци су прихватили сукње као облик грађанског протеста. Други западни мушкарци заговарају сукње као меру коједнакости између жена и мушкараца.